# Aurelio Marena
Aurelio Marena (Napoli, 25 agosto 1893 – Napoli, 23 marzo 1983) è stato un vescovo cattolico italiano, vescovo di Ruvo e Bitonto dal 1950 al 1978.

## Biografia
Ordinato presbitero nel 1917, già a 30 anni, nel 1926, fu chiamato a reggere la segreteria del cardinale di Napoli Alessio Ascalesi.
Il 25 agosto 1946 papa Pio XII lo nominò vescovo titolare di Lampsaco e vescovo ausiliare di Napoli.
Quattro anni dopo fu nominato vescovo di Ruvo e Bitonto, dove ebbe la residenza vescovile.
Per alcuni conservatore e tradizionalista, per altri fedele interprete della Chiesa che uscì dal Concilio Vaticano II, Marena ha incarnato compiutamente i tratti del presule vicino, pur se in una dimensione composta, al sentimento popolare e devozionale. Egli fu uomo della Chiesa pacelliana. La sua formazione teologico-culturale seguiva la scia dei pontefici Pio X, Pio XI e Pio XII, papi che avevano retto le sorti della Chiesa in epoche difficili e poi addirittura tragiche.
Marena arrivò a Bitonto a cinque anni da quella guerra che aveva visto attivo in città Andrea Taccone, suo predecessore, prelato di origini calabresi. Marena entrò in diocesi il 16 marzo 1950. Fu vescovo fino alle dimissioni del 21 novembre 1978. Un episcopato secondo per durata solo a quello di mons. Vincenzo Materozzi (1853-1884).
Uomo di grande e solida cultura, allievo di Michelangelo Schipa all'Università di Napoli e docente di diplomatica e paleografia presso la Pontificia Università di Posillipo, Marena portò sempre con sé una non celata simpatia monarchica, da buon amico personale di alcuni esponenti di casa Savoia. Ma un occhio particolare, come già a Napoli durante i delicatissimi momenti bellici, Marena ebbe per le questioni sociali e i più disagiati. Nel capoluogo campano, dove fu presidente della Poa (Pontificia opera di assistenza), si distinse per un forte impegno su questi aspetti. Sono numerose le iniziative legate al suo nome: mense, colonie estive per migliaia di bambini, lotta all'analfabetismo, assistenza agli indigenti di più di cento parrocchie.
Da vescovo di Bitonto, fu attento all'arte, sua grande passione, quindi alla tutela e alla valorizzazione dei beni culturali. A lui si devono, tra i non pochi interventi storico-artistici, il riordino e la catalogazione della biblioteca-archivio vescovile e la nascita dell'importante pinacoteca, nel 1970, tra le più importanti italiane e in particolare del Mezzogiorno e soprattutto i lavori architettonici alla cattedrale romanica di Bitonto.
Alla cura dell'arte non seguì la cura della pompa e del decoro personale.
A Napoli visse i suoi ultimi giorni in uno stato assolutamente umile e quasi ascetico, come fece pure a Bitonto negli anni di episcopato.
Indubbiamente tanti gli episodi legati ai suoi anni, ma certo nella coscienza popolare della città di Bitonto è rimasto il ricordo del ruolo che svolse nell'edificazione del santuario dei Santi Medici, dal 1975 Basilica Pontificia con breve di papa Paolo VI, dedicato ai santi Cosma e Damiano, fratelli siriani martirizzati al tempo di Diocleziano. Pensato in realtà già dal previdente Taccone, il maestoso edificio fu voluto anche da numerosi ambienti della chiesa locale, consci, ormai, di quanto la piccola chiesa di San Giorgio (dove anticamente si rendeva culto ai santi anargiri), posizionata nel centro storico, fosse logisticamente insufficiente a soddisfare le esigenze dei fedeli, che in gran numero accorrevano da sempre in suffragio dei Santi Medici.
Provato da anni di intensa e faticosa vita pastorale, il vescovo farà ritorno a Napoli il 12 dicembre 1978. Dopo la morte, per diretta volontà del presule, le sue spoglie raggiunsero Bitonto e il “suo” santuario, dapprima custodite nella cappella dei francescani presso il cimitero di Bitonto.

## Genealogia episcopale
La genealogia episcopale è:
- Cardinale Scipione Rebiba
- Cardinale Giulio Antonio Santori
- Cardinale Girolamo Bernerio, O.P.
- Arcivescovo Galeazzo Sanvitale
- Cardinale Ludovico Ludovisi
- Cardinale Luigi Caetani
- Cardinale Ulderico Carpegna
- Cardinale Paluzzo Paluzzi Altieri degli Albertoni
- Papa Benedetto XIII
- Papa Benedetto XIV
- Papa Clemente XIII
- Cardinale Marcantonio Colonna
- Cardinale Giacinto Sigismondo Gerdil, B.
- Cardinale Giulio Maria della Somaglia
- Cardinale Carlo Odescalchi, S.I.
- Cardinale Costantino Patrizi Naro
- Cardinale Serafino Vannutelli
- Cardinale Domenico Serafini, Cong. Subl. O.S.B.
- Cardinale Alessio Ascalesi, C.PP.S.
- Vescovo Aurelio Marena